# 更大类隙蛛
更大类隙蛛（学名：Paracoelotes major）为暗蛛科类隙蛛属的动物。分布于俄罗斯以及中国大陆的甘肃、新疆等地，一般栖息于林间或果园草丛的石隙间。该物种的模式产地在甘肃。